# Emangiopericitoma
L'emangiopericitoma è un tumore tipicamente maligno originante dagli endoteli vasali e dai periciti, cellule proprie dei vasi sanguigni.
Istologicamente è caratterizzato dalla presenza di cellule in attiva proliferazione situate intorno ai vasi, ancora rivestiti di endotelio. La proliferazione avviene esclusivamente all'esterno dei vasi.
Sebbene non sia strettamente un meningioma, è un tumore meningeo con un comportamento aggressivo speciale. È stato individuato per la prima volta nel 1942.

## Diagnosi
L'emangiopericitoma situato nella cavità cerebrale è un tumore aggressivo del mesenchima caratterizzato nuclei ovali con un citoplasma scarso. "Esiste una densa colorazione intercellulare di reticolina: le cellule tumorali possono essere fibroblastiche, mixifere o pericitiche. Questi tumori, a differenza dei meningiomi, non si colorano con l'antigene della membrana epiteliale, hanno un comportamento biologico di grado 2 o 3 e devono essere distinti da meningiomi benigni a causa del loro alto tasso di recidiva (68,2%) e delle metastasi (Maier et al., 1992; Kleihues et al., 1993).

## Trattamento
A seconda del grado del sarcoma, viene trattato con un intervento chirurgico, chemioterapia e / o radioterapia.
La chirurgia è il trattamento di elezione. Dato che la prognosi è di solito favorevole, l'uso di tecniche chirurgiche mutilanti dovrebbe essere limitato. La chemioterapia coadiuvante è utile nei pazienti che appartengono al sottotipo infantile, che presentano tumori a prognosi infausta che non possono essere rimossi. La radioterapia adiuvante è indicata nei pazienti con tumori altamente invasivi o nelle resezioni incomplete. Possono verificarsi ricadute tardive, che richiedono la presa in carico a lungo termine. Sono state identificate anomalie cromosomiche (traslocazioni) in alcuni emangiopericitomi.

## Etimologia
La parola emangiopericitoma deriva dalle antiche parole greche: haema (combinazione di forma di antico greco αἷμα, haîma, "sangue"), angio- (significa vaso sanguigno), angioma, peri- (prefisso che significa "circa" o "intorno", " che racchiude "o" circostante "e" vicino "), e -citoma (si riferisce alle cellule che circondano le pareti dei vasi sanguigni).